# Angulimala
Angulimala (pāli: Angulimāla; pol.: „naszyjnik z palców”) (Anguli = palec; mala = girlanda) – był ważną figurą we wczesnym buddyzmie, szczególnie w tradycji therawady. Opisywany jest w suttach jako bezlitosny zabójca, który odkupił swoje winy stając się uczniem Buddy, a jego historia jest postrzegana jako przykład wyzwalającej mocy nauczania Buddy i obecnego w każdym człowieku potencjału duchowego rozwoju.

## Teksty źródłowe
Dwa teksty w kanonie palijskim odnoszą się do pierwszego spotkania Angulimali z Buddą oraz do jego nawrócenia. Pierwszym jest Theragatha, wersy 866–91, a drugim Angulimala Sutta w Majjhima Nikaya. Oba oferują dość krótki opis spotkania Angulimali z Buddą i nie zawierają większości drugoplanowych informacji włączonych do historii później, tj. związanie Angulimali przysięgą przez zazdrosnego nauczyciela. Te późniejsze dodatki, które ukazują się w komentarzach do sutty, są przypisane Buddhaghosy i Dhammapali (odpowiednio: komentarz do Majjhima Nikayi, znany jako Papancasudani Ps oraz komentarz do Therigathy, znany jako Paramattha-dipani), mogą być próbami „rehabilitacji” charakteru Angulimali przez późniejszych komentatorów i ukazania go jako człowieka dobrego z natury, ale uwikłanego w deprawujące okoliczności, a nie jako pełnego nienawiści mordercę. Sam tekst sutty nie dostarcza żadnej wiedzy na temat motywów Angulimali, innych niż czysty sadyzm.

## Historia Angulimali

### Wczesne lata
Rozbójnik, który został nawrócony przez Buddę w dwudziestym roku jego posługi, i który później stał się arahantem. Jego historia pojawia się zarówno w Majjhima Cy., 743ff., jak w Thag. Cy., ii.57ff. Obie relacje różnią się pewnymi detalami. Sumując obie wersje otrzymuje się taką oto opowieść:
Angulimala był synem bramina Bhaggava, kapelana króla Kosali. Jego matką była Mantānī. Urodził się pod konstelacją złodziei, a w noc jego narodzin wszystkie zbroje w mieście zajaśniały, włączając w to zbroję królewską. Ponieważ ten omen nikogo nie skrzywdził, dziecię zostało nazwane Ahimsaka. Thag. Cy. mówi, że było ono najpierw nazwane Himsaka, a następnie Ahimsaka. Patrz także Ps. Brethrena, 323, n.3. W Takkasilā (pali) (ang.: Taxila; skr.: तक्षशिला Takṣaśilā, pali: Takkasilā). Stał się prymusem w domu swego nauczyciela, jednak jego zazdrośni koledzy zatruli umysł nauczycielowi. Ten pod ich wpływem zażądał od Angulimali – jako Guru-Dakshiny (honorarium) – tysiąca ludzkich palców prawej ręki. Z tego powodu Ahimsaka napadał na podróżnych w lesie Jālinī w Kosali i zabijał ich, a następnie odcinał każdemu jeden palec. Z pozyskanych w ten sposób kości palców robił naszyjnik, który wisiał na jego szyi, co dało początek imieniu Angulimāla.
Zgodnie z tekstem sutty i komentarzy, omen widziany w czasie narodzin Angulimali (błysk zbroi w mieście i konstelacja złodziei na niebie) wskazywał, że Angulimala zostanie złodziejem. Jego ojciec, Bramin i kapelan króla Kosali, nazwał go Ahimsaka („nieszkodliwy, niewinny”, od sanskryckiego i palijskiego słowa Ahimsa – „unikanie przemocy”), żeby odstraszyć złe fatum przewidziane w dniu jego urodzin. Pad wskazuje, że był on najpierw nazwany Himsaka („krzywdzący, pełen przemocy”), ale imię zostało później zmienione.
Angulimala został wysłany do Taksili skr.: (skr.: तक्षशिला Takṣaśilā, pali: Takkasilā), aby studiować u znanego bramińskiego guru. Tam osiągał celujące wyniki i stał się ulubionym studentem swojego nauczyciela, ciesząc się szczególnymi przywilejami w jego domu. Jednakże inni studenci stali się zazdrośni o szybkie postępy Ahimsaki i poczynili wysiłki, żeby nauczyciel zwrócił się przeciwko niemu. Stworzyli pozory jakoby Ahimsaka uwiódł żonę mistrza i chełpił się, że jest mądrzejszy niż guru. Nie chcąc lub nie umiejąc zaatakować Ahimsaki bezpośrednio (Pad utrzymuje, że Ahimsaka był „silny jak siedem słoni”, podczas gdy Ps, że nauczyciel obawiał się, że jego interes ucierpiałby, gdyby zamordował swojego ucznia (!)), nauczyciel powiedział, że trening Ahimsaki jest zakończony, ale musi dostarczyć tradycyjny dar, który ofiarowuje się guru, zanim ten udzieli swojej ostatecznej aprobaty. Jako swoją opłatę, nauczyciel zażądał 1000 palców, każdy odebrany innej ofierze, będąc przekonanym, że Angulimala zostanie zabity podczas zdobywania tej przerażającej zapłaty. Pad podaje, że od Angulimali zażądano 1000 palców prawej ręki, bez świadomości, że można to osiągnąć zabijając 200 ludzi. Ps utrzymuje, że powiedziano mu, aby „zabił tysiąc nóg”, a palce zbierał tylko jako pomoc we właściwym rozrachunku.
Źródła wskazują, że jedną z motywacji Angulimali mogło być niezachwiane zaufanie do guru – echo wyższych zasad kierujących jego wcześniejszym życiem. Jednak tradycja przekazuje, że była to prawdopodobnie wrodzona skłonność do przemocy. W jego poprzednim życiu, był Yakkhą (skr.: Yakṣha; pali: Yakkha) – jedzącym ludzi duchem o ponadnaturalnych mocach. Instrukcje guru mogły też wzniecić dziwny pociąg do zabijania, albo mogły być postrzegane jako próba męstwa. Opowiadano, że we wszystkich jego wcześniejszych życiach, wyróżniały się szczególnie dwie cechy: siła fizyczna i brak współczucia.
Sugerowano też, że faktycznie został wyrzucony z domu guru, napiętnowany jako banita z kasty Braminów. Nie mogąc znaleźć nigdzie akceptacji, stał się bandytą i mordował pielgrzymów oraz kupców, którzy przemierzali dzikie tereny, kolekcjonując palce ich prawych rąk.

### Życie mordercy
Ahimsaka stał się rozbójnikiem, który zabijał podróżników przemierzających las. Kiedy ludność królestwa zaczęła omijać trakty, zaczął wchodzić do wiosek i wywlekał ludzi z domów. Nigdy nie brał ubrań ani klejnotów, tylko palce. Aby znać liczbę swoich ofiar, nawlekał je na nić i wieszał na drzewie. Ponieważ ptaki wyjadały mięso z palców, postanowił nosić je wokół szyi, niczym girlandę. Tak stał się znany jako Angulimala („girlanda albo naszyjnik z palców”). W efekcie jego czynów pustoszały całe wioski, a król wysłał oddział ludzi, aby ujęli bandytę, którego imienia nikt nie znał. 
Matka Angulimāli, domyślając się prawdy, udała się, by ostrzec syna. Wtedy brakowało mu już tylko jednego palca i widząc swoją matkę zamierzał ją zabić, lecz Budda spostrzegłszy jego uppanissaya (pobudkę, skłonność powstałą w oparciu o nawyk stworzony w przeszłości), poszedł osobiście do lasu, przemierzając trzydzieści yojanów (DA.i.240; J. iv.180) i stanął Angulimāli na drodze do zabicia matki. Angulimāla został nawrócony mocą Buddy i otrzymał "ehi bhikkhu pabbajjā", czyli wyświęcenie na mnicha nowicjusza. Później Budda przedstawił go królowi Pasenadi, kiedy ten przybył do Jetavana. Zachwycony król Pasenadi zaoferował dostarczyć mnichowi wszelkie przybory. Angulimāla nie przyjął oferty króla, tylko zdecydował się na zastosowanie dhutangas (Thai: tudong) – 13 praktyk ascetycznych, podejmowanych obecnie głównie przez leśnych mnichów Theravady.

### Spotkanie z Buddą
Mieszkańcy wiosek udali się po pomoc do króla Kosali, który przyrzekł pojmać Angulimalę. Obawiając się o życie syna, jego matka wyruszyła, by go znaleźć i ostrzec o zamiarze króla. Budda postrzegł swoim „boskim okiem” (zdolnością jasnowidzenia), że Angulimala zabił 999 osób i desperacko poszukuje tysięcznej ofiary. Jeżeli Budda spotkałby Angulimalę tego dnia, ten zostałby mnichem i osiągnąłby nirwanę. Jeżeli natomiast spotkałby swoją matkę, zamordowałby ją jako swą tysięczną ofiarę i jako matkobójca, upadłby do piekieł na całe tysiąclecia.
Budda wyruszył przeszkodzić Angulimali, pomimo ostrzeżeń mieszkańców wioski, w której się zatrzymał. Na szlaku wiodącym przez lasy Kosali, Angulimala najpierw zobaczył swoją matkę, która przybyła ostrzec go przed niebezpieczeństwem. Po zastanowieniu postanowił, że będzie ona tysięczną ofiarą, lecz gdy zobaczył przybyłego Buddę, wybrał jego zamiast matki. Wyciągnął miecz i zaczął biec za Buddą. Jednakże pomimo tego, że Angulimala biegł tak szybko jak mógł, nie potrafił dogonić Buddy, który szedł spokojnym krokiem. „Błogosławiony za sprawą swoich psychicznych mocy sprawił, że Angulimala, pomimo że biegł z całych sił, nie mógł dogonić Błogosławionego idącego zwykłym krokiem” (tłumaczenie Thanissaro Bhikkhu – MN 86). Bandyta był tak zdezorientowany, że poprosił Buddę, żeby się zatrzymał. Budda odpowiedział, że już się zatrzymał, a tym, który powinien się zatrzymać jest Angulimala. Angulimala poprosił o wyjaśnienie i Budda sprecyzował, że powinien on zatrzymać się na drodze krzywdzenia żyjących istot, bo nadal nią kroczy. Usłyszawszy te słowa, Angulimala zmienił swoją postawę, przyrzekł skończyć z rozbojami i został mnichem – uczniem Buddy.

### Angulimala jako mnich
Zgodnie z obietnicą daną poddanym, król Pasenadi (król Kosali) wyruszył, by znaleźć i zabić Angulimalę. Zatrzymał się najpierw w klasztorze, gdzie przebywał Budda wraz z uczniami, aby spotkać się z nim. Wytłumaczył Buddzie swój zamysł, a Budda zapytał, jak król zareagowałby, gdyby odkrył, że Angulimala porzucił życie złoczyńcy i został mnichem. Król odpowiedział, że oddałby mu honory i zaoferował zapewnienie wszystkich potrzeb jego mnisiego powołania. Wtedy Budda ujawnił, że Angulimala znajduje się zaledwie kilka stóp obok, jego włosy i broda są ogolone, a on sam został członkiem buddyjskiego zakonu. Zdumiony król obiecał podarować mu materiał na mnisie szaty i powrócił do pałacu.
Kiedy Angulimala spotkał młodą kobietę przechodzącą trudny poród, udał się do Buddy i zapytał, co mógłby zrobić, aby ulżyć jej w cierpieniach. Budda powiedział mu, żeby poszedł do niej i rzekł: „Siostro, odkąd się narodziłem, nie przypominam sobie, bym celowo zabił jakąkolwiek odczuwającą istotę. Niech ta prawda będzie dla Ciebie przyczyną ulgi i szczęścia, a także dla twojego płodu”. Angulimala zauważył, że mówiąc tak, skłamałby. Budda zmodyfikował więc swoją poradę: „Siostro, odkąd narodziłem się szlachetnie na nowo jako mnich, nie przypominam sobie, bym celowo zabił jakąkolwiek odczuwającą istotę. Niech ta prawda będzie dla Ciebie przyczyną ulgi i szczęścia, a także dla twojego płodu”.
Budda posłużył się grą słów, używając dwóch znaczeń słowa „narodzić się”, aby wesprzeć Angulimalę, który cierpiał z powodu bardzo ciężkich wyrzutów sumienia. Były one ogromną przeszkodą w jego medytacji na temat odnowionych ślubowań niekrzywdzenia, które złożył zostając mnichem.
Po tym, jak Angulimala przekazał swoje błogosławieństwo, kobieta urodziła bezpiecznie. Błogosławieństwo Angulimali, zwykle zwane Angulimala paritta, jest nadal recytowane dla błogosławienia domów i ciężarnych kobiet w krajach therawady.
To zdarzenie pomogło Algulimali skupić umysł na głównym obiekcie swojej medytacji. Wcześniej, oczami swego umysłu, ciągle widział miejsce w dżungli, w którym zamordował 999 ludzi. Po wykonaniu Aktu Prawdy, widywano go, jak ochraniał ludzi i ci zaczęli zbliżać się do niego i ofiarowywać mu pożywienie.
Ostatecznie jego wcześniejsze imię Ahimsaka stało się w pełni stosowne. Większość ludzi zyskała pewność, co do jego wewnętrznej przemiany i zaakceptowała go.
Jednakże niektórzy, kierując się urazą, nie mogli zapomnieć, że jest odpowiedzialny za śmierć ich ukochanych. Nie mogąc zemścić się środkami prawnymi, wzięli sprawę w swoje ręce i gdy Angulimala szedł po jałmużnę, zaatakowali go kijami i kamieniami.
Angulimali udało się powrócić do klasztoru z zakrwawioną głową, poszarpaną zewnętrzną szatą i rozbitą miską żebraczą. Budda zachęcił go do zniesienia bólu ze spokojem; wytłumaczył, że doświadcza on owoców złej karmy, która inaczej zawiodłaby go do piekła. To ilustruje buddyjskie przekonanie, że efekty karmy są nieuniknione, ale forma i czas, w jakich się ona zamanifestuje, może zostać zmodyfikowana przez późniejsze czyny. W tym wypadku, Angulimala doświadczał fizycznego cierpienia podczas swojego ostatniego życia, a nie tortur w kolejnym życiu przez znacznie dłuższy czas.
Będąc arahantem, pozostawał silny i niewrażliwy w umyśle i sercu. Jednak jego ciało, symbol i owoc poprzedniej karmy, było ciągle narażone na efekty jego wcześniejszych czynów. Jako arahant nie potrzebował słów pociechy, ale przypomnienia o karmicznych związkach przyczyny i skutku, które trzeba znosić do samego końca.
Kiedy poszedł do Sāvatthi prosić o jałmużnę i został zaatakowany przez tłum, zniósł ich gniew jako pokutę za wcześniejsze złe uczynki, dzięki upomnieniu Buddy. 
Według Dhammapadatthakatha (iii.169) dowiadujemy się, że zmarł krótko po dołączeniu do zakonu mnichów buddyjskich.
Jest także historia o tym, jak uśmierzył bóle porodowe pewnej kobiety poprzez „Czyn Prawdy” (ang. "Truth Act"; pali: saccakiriyā; skr.: satyakriyā) (rytualna deklaracja jakiegoś faktu o takiej głębi, że posiada moc przekroczenia naturalnych praw). Słowa, których użył w tym saccakiriyā (yato aham sabbaññutabuddhassa ariyassa ariyāya jātiyā jāto) zostały uznane za paritta (pali: Paritta; skr.: Paritrana; sinhala: Pirit; pol.: ochrona), czyli wersy oddalające wszystkie niebezpieczeństwa i stały się Angulimāla Paritta, zaś woda, która obmyła kamień, na którym siedział Angulimala w domu owej kobiety, została uznana za panaceum (M.ii.103-4; MA.747f).
W Angulimāla Sutta, Pasenādi nazywa go Gagga Mantānīputta. Ojciec Angulimali nazywał się Gagga. Ta historia najwyraźniej należy do popularnych i pojawia się także w Avadāna Sataka (nr. 27).
W Asadisadānie króla Kosali, nad Angulimālą niósł parasol nieokiełznany słoń. Żaden inny nie był dostępny. Jednakże pozostawał całkowicie spokojny, co dowiodło mocy Angulimāli (DhA.iii.185; also DA.ii.654).
Nawrócenie Angulimāli często odnoszone jest do najbardziej współczujących i cudownych czynów Buddy, np. tych z Sutasoma Jātaka (J.v.456f.; see also J. iv.180; SnA.ii.440; DhA.i.124). Historia Angulimāli jest tu odnoszona do historii człowieka, którego dobra karma wzrosła i zniszczyła wcześniejszą złą karmę (AA.i.369).
Z jego powodu ustanowiono prawo, aby nie wyświęcać złapanego bandyty (Vin.i.74).
Jeżeli chodzi o utożsamianie go z Kalmāsapādą – patrz J.P.T.S., 1909, pp. 240ff.

## Znaczenia i interpretacje
W therawadzie i mahajanie, opowieść o Angulimali służy jako przykład, że nawet najgorsi ludzie mogą naprawić swoje winy i powrócić na właściwą ścieżkę. Punkt widzenia teozofii jest podobny. Utrzymuje ona, że karma musi zostać odpłacona. To, jak zareagujemy na tę karmę, która zmieni nasz charakter, zależy od indywidualnego wyboru. Mimo że Angulimala okazał skruchę i osiągnął oświecenie, ciągle musiał płacić za karmę zabicia tylu ludzi. Był spokojny i zaakceptował to, co się stało i dlatego wyzwolił się z Koła Samsary.
Historia Angulimali ilustruje także buddyjskie przekonanie, że człowiek łatwiej może się zmienić dzięki współczuciu, niż karze. Jak powiedział Angulimala: "Niektórzy więźniowie są poskromieni przy pomocy kary chłosty, kijem, hakiem lub biczem. Ja zostałem ujarzmiony bez kija ani broni. Zostałem ujarzmiony łagodnymi słowami Współczującego Buddy".
Richard F. Gombrich w swojej rozprawie "Who was Angulimala?" (Kim był Angulimala?), postulował, że historia Angulimali może opisywać spotkanie Buddy ze stronnikiem wczesnej formy tantry śiwaickiej lub śaktyjskiej. Gombrich dochodzi do takiego wniosku na podstawie wielu niezgodności w tekście sutty, które sugerują możliwość jego zniekształcenia (w szczególności niedopisanie wierszy w Theragathie (Theragatha), w celu dostosowania do akceptowanych zasad metryki pālijskiej), a także dość słabe wytłumaczenie przez komentatorów zachowania Angulimali. Zauważa on, że we wczesnym kanonie pālijskim jest kilka innych odniesień, które wydają się wskazywać na obecność wyznawców Śiwy, Kali i innych bóstw związanych z krwawymi praktykami tantrycznymi. Zauważa też, że zachowanie Angulimali nie byłoby sprzecznie z niektórymi brutalnymi praktykami, stosowanymi jeszcze niedawno w Indiach przez przestępcze sekty, jak thuggee (lub tuggee; od hindi: thag ‘złodziej’; skr.: sthaga ‘łajdak, łotr’, od sthagati ‘ukrywać’). Jeżeli tezy Gombricha zostałyby dowiedzione, to Angulimala Sutta stałaby się najwcześniejszą dokumentacją praktyk tantrycznych w południowej Azji, o których niewiele wiadomo z okresu sprzed VII w. n.e.

## Wpływy współczesne
W 1985 Brytyjczyk będący mnichem therawady – Ajahn Khemadhammo Mahathera – założył organizację Angulimala: The Buddhist Prison Chaplaincy in England (Angulimala: Buddyjskie Kapelaństwo Więziennicze w Anglii). Została ona uznana przez rząd brytyjski za oficjalnego reprezentanta religii buddyjskiej we wszystkich jej aspektach dotyczących systemu więziennego. Jego celami są: zapewnienie kontaktów z kapelanami, udzielanie doradztwa oraz organizowanie szkoleń na temat buddyzmu i medytacji dla więźniów w całej Anglii, Walii i Szkocji.
W 2003 tajski reżyser – Suthep Tannirat – usiłował wyemitować film zatytułowany Ongkulimal (to tajska wymowa imienia Angulimala), który ponownie opowiadał historię słynnego mnicha. Konserwatywne buddyjskie organizacje w Tajlandii zaprotestowały, twierdząc, że film wypacza buddyjskie nauki i przywołuje hinduskie i teistyczne wpływy, o których nie mówią materiały źródłowe. Tajska filmowa rada do spraw cenzury odrzuciła apelację o zakazanie emisji filmu, ale nalegała, aby reżyser usunął niektóre sceny przemocy oraz zmienił nazwę filmu w celu zmniejszenia skojarzeń z buddyjskimi tekstami religijnymi. Interesujące, że dla wielu najbardziej kontrowersyjne było to, że reżyser pominął komentarze do tekstów palijskich opisujące Angulimalę jako bezbronną ofiarę czynów innych ludzi i przedstawił go tak, jak czyni to sutta, czyli jako kogoś angażującego się w brutalne czyny z własnego wyboru.
W 2006 aktywista na rzecz pokoju – Satish Kumar – opisał na nowo historię Angulimali w swojej książce The Buddha and the Terrorist: The Story of Angulimala (Budda i terrorysta: historia Angulimali).